# Dut
Dut fue una banda de rock de Fuenterrabía (País Vasco). Sus principales influencias fueron bandas de hardcore que fueron girando hacia el post hardcore, como BAP!!, Fugazi (antiguos Minor Threat), Helmet o Black Flag. Publicaron tres discos de estudio y un disco en colaboración con Fermin Muguruza. Aunque su último álbum fue publicado en 2001, Dut no se separaron oficialmente hasta 2008.
Después de 2001, Joseba y Galder siguieron tocando en Kuraia, mientras que Xabi siguió ejerciendo de músico de estudio y acompañamiento (ha grabado, entre otros, con Anari). En 2005 Xabi formó el grupo Zura, con el que ha publicado dos discos. En el año 2010, Galder se integró en el grupo Berri Txarrak, donde ha participado en el disco Haria, Denbora Da Poligrafo Bakarra e Infrasoinuak como batería.

## Miembros
- Xabi Strubell: guitarra, voz.
- Joseba Ponce: bajo, voz.
- Galder Izagirre: batería, txalaparta, voz.

### Miembros anteriores
- Manex: voz, scratch.
- Eneko: guitarra, coros

## Discografía

### Álbumes
- Dut (Esan Ozenki, 1995). CD.
- At (Esan Ozenki, 1996). CD.
- Askatu Korapiloa (Esan Ozenki, 2000). CD.

### Participaciones en recopilatorios
- «Hitz hutsak» en Independentzia 5 Urtez (Esan Ozenki, 1996). CD recopilatorio de los cinco años de historia de Esan Ozenki.
- «Txapela Buruan, Ibili Munduan» en Ikastola Berria Eraik Dezagun Zuberoan (Esan Ozenki, 1997). Recopilatorio con canciones infantiles interpretadas por artistas del catálogo Esan Ozenki. Sirvió para apoyar la construcción de la ikastola de Sohüta, en el País Vasco francés.
- «Irribarrearen birus askatzailea» en Gora herriak (Rockdelux, 1999). CD recopilatorio de Esan Ozenki/Gora Herriak.
- «Eromena abian» en Independentzia 10 Urtez (Esan Ozenki, 2001). Doble CD recopilatorio de los diez años de historia de Esan Ozenki.

### Fermin Muguruza eta Dut
- Ireki Ateak (Esan Ozenki, 1997).

- Datos: Q3396250